# Потапов, Роальд Леонидович
Роальд Леонидович Потапов (18 января 1933, Ленинград — 25 июля 2018, Филадельфия) — советский и российский орнитолог, доктор биологических наук.

## Биография
Годы войны провёл на Алтае. Вернувшись в Ленинград, учился в Петришуле. После окончания школы поступил на биолого-почвенном факультет ЛГУ. Дипломная работа по фауне птиц Карелии выполнена под руководством Александра Сергеевича Мальческого. В 1955 году осуществил экспедицию в Восточный Памир. После окончания университета в 1956 году поступил в аспирантуру к Леониду Александровичу Портенко в Зоологический институт АН СССР. В период обучения в аспирантуре работал на Памирской биостанции и в Институте Зоологии АН Таджикской ССР. В ходе проведённых экспедиций изучил фауну птиц труднодоступных районов Памира в бассейне реки Аксу, впадинах озёр Ранг-Куль, Каракуль, Шоркуль и Зоркуль. Из экспедиции на Памир Потапов привез для Ленинградского зоопарка живых горных гусей. Кандидатская диссертация была защищена на тему «Птицы Памирского нагорья» в 1962 году. Материалы диссертации опубликованы в монографии вышедшей в 1966 году. После защиты диссертации Потапов работал на орнитологической Зоологического института станции около посёлка Рыбачий на Куршской косе. В 1971 году переведён в Зоологический музей Зоологического института. С 1980 по 1985 годы был заместитетем директора Зоологического института по научной работе. В 1981 году защитил докторскую диссертацию. С 1985 по 2006 годы возглавлял Зоологический музей. Продолжал научную работу до конца жизни, в 2013 вышла его совместная с английским автором Ричардом Сэйлом книга «The Grouse of the World», также посвящённая тетеревиным. Кроме горных районов Средней Азии и Казахстана, Потапов совершил экспедиции на Дальний Восток, на север Европейской части СССР, на Кавказ, в Монголию и Иран. Был участником и организатором многочисленных научных конференций. Организовал тематические выставки экспонатов Зоологического музея «Всё о мамонте» и «Мир птиц» в Японии и Финляндии.

## Семья
- Отец — Леонид Павлович Потапов, специалист по этнографии тюркских народов.
- Мать — Эдит Густавовна Гафферберг, специалист по ирано-язычным народам[1].
- Жена — Лариса Михайловна Андреева 
  - Сын — Евгений Роальдович Потапов, орнитолог[4],
  - Дочь — Ольга Роальдовна Потапова, палеонтолог[5].

## Публикации
Автор 167 научных публикаций, в том числе:
- Потапов Р. Л. В Тигровой балке: Записки зоолога. — М.: Географгиз, 1962. — 104 с.
- Потапов Р. Л. Птицы Памира. — Л.: Издательство Зоологического института АН СССР, 1966. — 116 с.
- Потапов Р. Л. Неведомый Памир. — М.: Мысль, 1970. — 192 с. — 20 000 экз.
- Потапов Р. Л. Тигровая Балка: Неведомый Памир. — М.: Мысль, 1976. — 317 с.
- Потапов Р. Л. Отряд Курообразные (Galliformes). Часть 2. Семейство тетеревиные (Tetraonidae) // Фауна СССР. Птицы. — Л.: Наука, 1985. — Т. 3, вып. 1. — 638 с. — (Новая серия № 133).
- Потапов Р. Л. Тетеревиные птицы. — Л.: Изд-во ЛГУ, 1990. — 240 с. — 25 000 экз. — ISBN 5-288-00547-8.
- Potapov R., Sale R. Grouse Of The World. — London: New Holland Publishers, 2013. — 408 p. — ISBN 9781780092508.